# Nelson Mandelapark (Amsterdam)
Het Nelson Mandelapark, tot 2014 Bijlmerpark geheten, is een stadspark midden in de wijk Bijlmer in Amsterdam-Zuidoost. Het Bijlmerpark is oorspronkelijk aangelegd in 1969 en 1970. Sinds 1975 wordt hier jaarlijks het Kwakoe Zomerfestival georganiseerd.
Het Stadsdeel Zuidoost heeft het park in de periode 2009-2011 opnieuw laten aanleggen, met medewerking van Francine Houben van het architectenbureau Mecanoo. In het 43 hectare grote park zijn onder andere sportvelden en een sport- en speelplek, mede ontworpen door jongeren en kinderen uit het stadsdeel. Verder zijn er een vlinderheuvel, een magnoliavallei en waterpartijen. Langs de randen van het Nelson Mandelapark zijn woningen gepland. In de 'bomentuin' staan de nationale bomen van landen waar inwoners van Zuidoost oorspronkelijk vandaan komen.
Het park wordt begrensd door de Flierbosdreef, het Gulden Kruispad, de Gooiseweg en de Gaasperdammerweg (A9) en wordt doorsneden door de Karspeldreef.

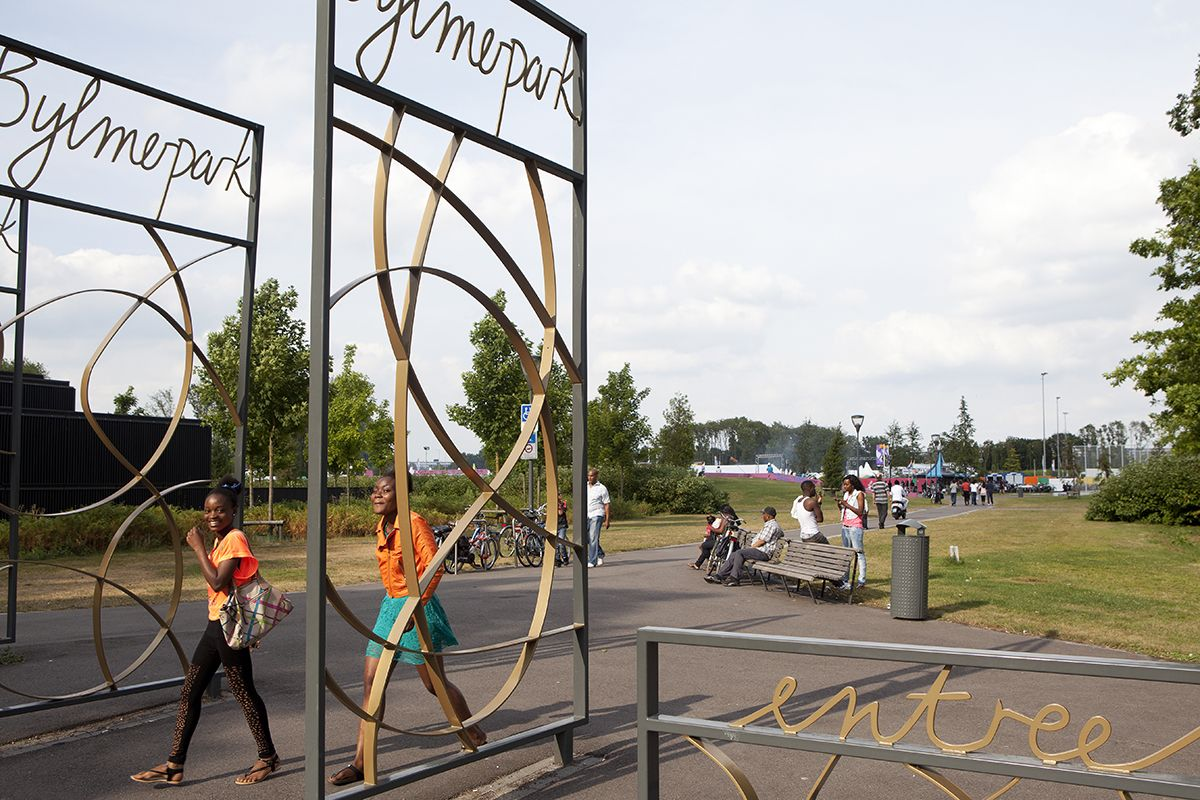
Een van de toegangshekken van het park in 2015 met de naam 'Bijlmerpark'

De renovatie was controversieel omdat als gevolg van het project 8.500 bomen werden gerooid. In het vernieuwde park keerde veel minder groen terug vanwege nieuwe functies zoals waterberging. Het stadsdeel stelde echter dat het vanwege verzakking noodzakelijk was om de grond op te hogen en dat houtkap daarom onvermijdelijk was. 
Voor de Bomenstichting en het radioprogramma Vroege Vogels was de bomenkap ten behoeve van heraanleg aanleiding tot het openen van een landelijk meldpunt. Een klein deel van de bomen uit het Bijlmerpark kon behouden blijven en werd teruggeplant. Het nieuwe park kent een grotere diversiteit aan beplanting, er kwam er meer water wat kansen biedt aan nieuwe plant- en diersoorten.
In 2009 begon de heraanplant van bomen. Er werden onder meer ceders, zwarte elzen, coniferen, krentenboompjes en moerascypressen geplant. Ook kwamen er grote heesters, zoals witte, rode en roze magnolia's die in het park het voorjaar aankondigen.
De zeven kunstwerken, waarvan de oudste uit 1969 is (tevens het oudste kunstwerk van de Bijlmer) zijn behouden, sommige door verplaatsing. Ook is er een uitzichttoren gebouwd. In de zuidoosthoek van het park kwam een vlinderheuvel; een vlindertuin rondom een bijenboom (Tetradium daniellii) met daarop een uitkijktoren.
In 2014 besloot de Amsterdamse gemeenteraad de naam van het Bijlmerpark te veranderen in 'Nelson Mandelapark' als eerbetoon aan de in 2013 overleden Zuid-Afrikaanse politicus Nelson Mandela. Het voorstel om in het park een gedenkteken te plaatsen, is pas in 2021 uitgevoerd met de realisatie van het kunstwerk Rona Batho van de Zuid-Afrikaan Mohua Modisakeng.

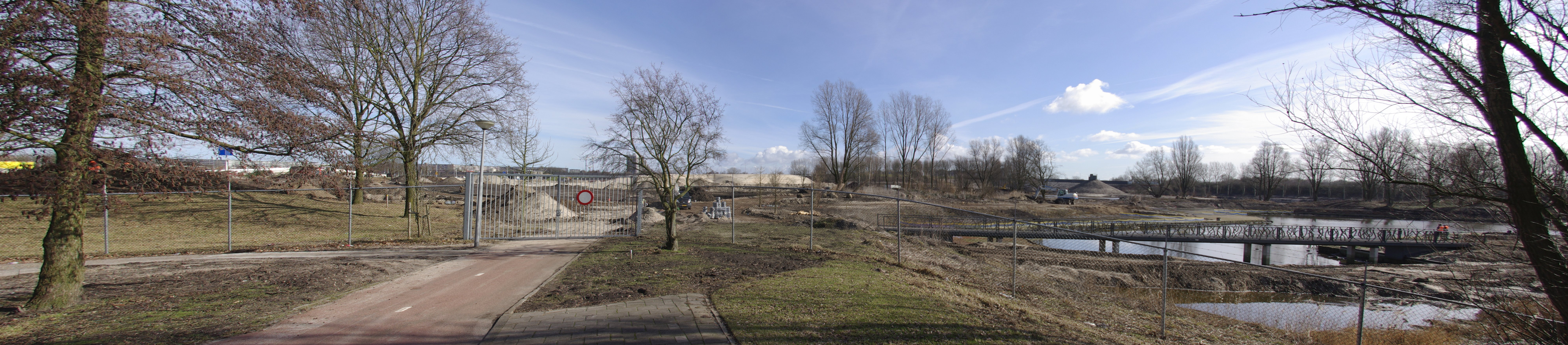
Panoramafoto van het park tijdens de werkzaamheden in 2010